# Środkowodunajska kultura pól popielnicowych

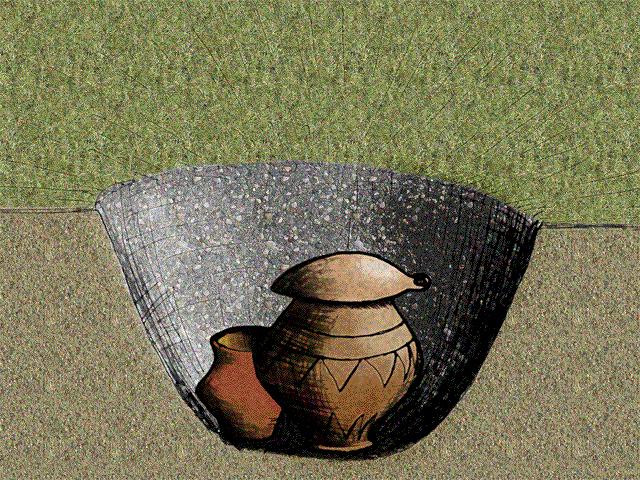
Rekonstrukcja pochówku popielnicowego

Środkowodunajska kultura pól popielnicowych – kultura archeologiczna środkowej i młodszej epoki brązu. Należy do kręgu kultur pól popielnicowych. Jej nazwa pochodzi od obszaru, na którym występują jej stanowiska oraz od typowych dla niej rozległych cmentarzysk ciałopalnych popielnicowych.

## Geneza
Kultura ta rozwinęła się na przełomie okresu brązu C i brązu D, czyli około 1300 lat p.n.e. Bazą była dla niej środkowodunajska kultura mogiłowa, zaliczana do kręgu kultur mogiłowych. Nowy model kulturowy pojawił się dzięki wpływom z obszarów wschodnich i południowo-wschodnich, czyli z rejonu objętego osadnictwem kultury pilińskiej.

## Chronologia i obszar występowania

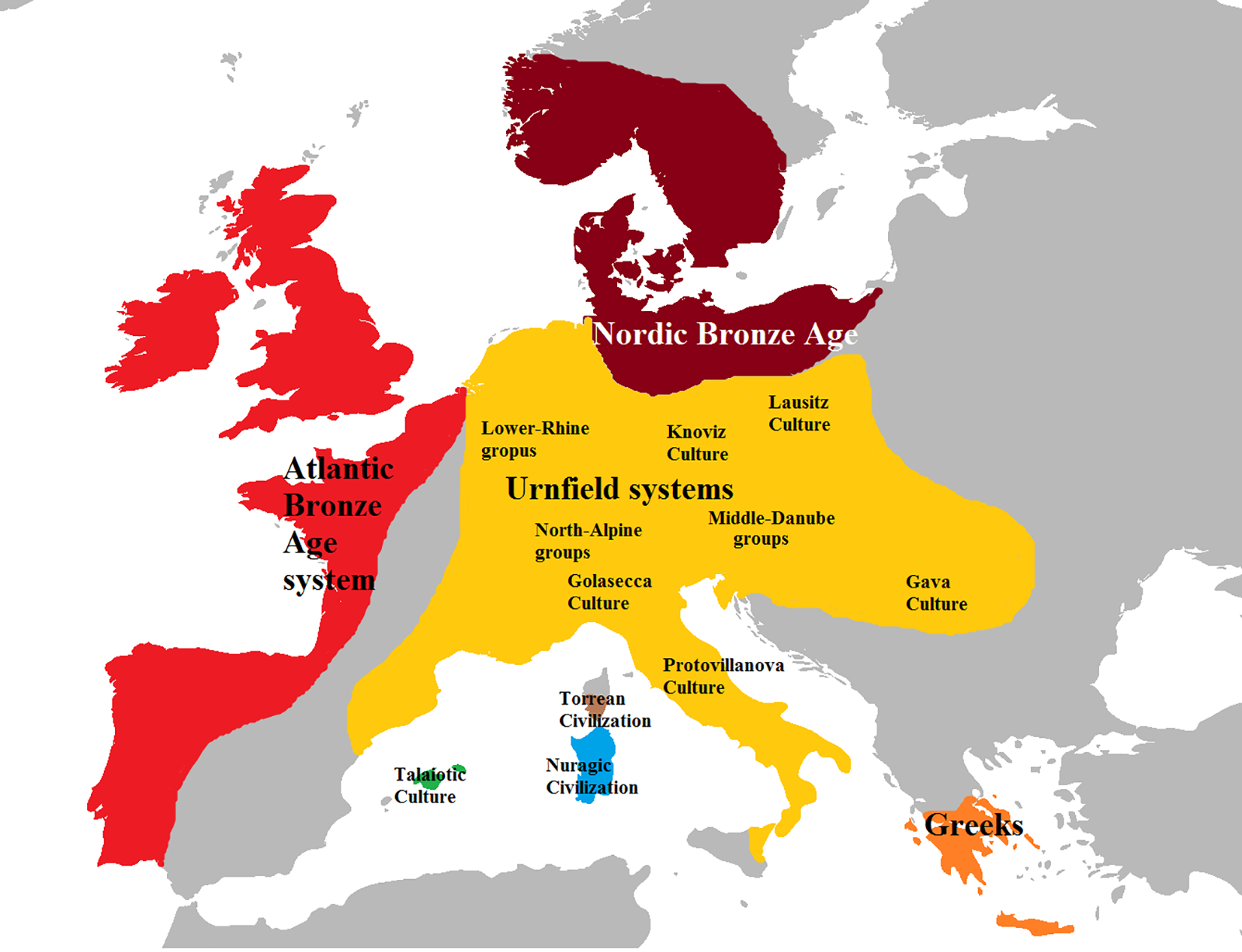
Środkowodunajska kultura pól popielnicowych jako jedna z kręgu pól popielnicowych (Middle-Danube groups)

Środkowodunajska kultura pól popielnicowych rozwijała się od przełomu okresów brązu C i brązu D do końca okresu Hallstatt D, według podziału chronologicznego, dokonanego przez Paula Reineckego. Rozwój jej przypada więc na lata 1300–800 p.n.e. W jego obrębie wyróżnia się kulka faz, mianowicie:
- Faza przejściowa – przełom okresu brązu C i D (około 1300 lat p.n.e.)
- Faza starsza (zwana też welatycką, Baierdorf, czakańską, Chotin I i Vál I) – okres brązu D i Hallstatt A (1300–1050/1020 lat p.n.e.)
- Faza młodsza (zwana też podolską, Stielfried, Chotin II i Vál II) – okres Hallstatt B (1050/1020–800 lat p.n.e.)

Swoim zasięgiem omawiana jednostka taksonomiczna obejmowała dorzecze środkowego Dunaju, a zwłaszcza zachodnią jego część. Zajmuje ona południowe Morawy, Dolną Austrię, południowo-zachodnią Słowację, zachodnie Węgry oraz Słowenię. W jej obrębie wyróżnianych jest kilka grup lokalnych:
- Grupa czakańska – nazwana tak od stanowiska w miejscowości Čaka na Słowacji. Ta silnie wyróżniająca się grupa datowana jest na okres brązu D. Występuje ona w południowo-zachodniej Słowacji, w zachodnich Węgrzech i w Burgenlandzie. Mamy w niej do czynienia z pojawieniem się bogato wyposażonych pochówków pod kurhanami, które mają świadczyć o znacznym zróżnicowaniu w społeczeństwie tej grupy i wykształceniu się warstwy rządzącej.
- Grupa chotińska (zwana też kulturą Vál, lub karpacką kulturą welatycką) – jest ona kontynuacją grupy czakańskiej. Wystąpił w niej zanik wspomnianego zróżnicowania społecznego. Nie wiadomo jednak co było tego przyczyną, chociaż przypuszcza się przesunięcie części ludności grupy czakańskiej na południe, w kierunku Bałkanów i północnych Włoch.
- Grupa welatycko-podolska (zwana też grupą Baierdorf-Stielfried) – występuje na południowych Morawach, w południowo-zachodniej Słowacji pomiędzy dolną Morawą a Wagiem i w przyległej części Dolnej Austrii.
- Grupa Dobova (zwana też grupą Ruše) – południowa część obszaru zajętego przez omawianą kulturę.

## Gospodarka
Największe znaczenie w gospodarce środkowodunajskiej kultury pól popielnicowych miała uprawa ziemi oraz hodowla zwierząt, głównie bydła i owiec, ale również świń i koni. Ponadto polowano na zwierzęta, najczęściej na sarny, jelenie i dziki. Rzadko spotyka się również kości niedźwiedzia i zajęcy.

## Osadnictwo
Osadnictwo tej kultury miało charakter otwarty i stacjonarny, chociaż na terenach wyżynnych występują także osady obronne. Przykładem osady tej kultury jest stanowisko w Lovčičkach koło Vyškova. Występuje tu planowa organizacja zabudowy osiedla. Na powierzchni 3000 m² odkryto tu 13 budowli w konstrukcji konstrukcji słupowej, z których niektóre dzieliły się na kilka pomieszczeń, a wszystkie były rozmieszczone półkoliście wokół placu, w którego centrum znajdowała się znacznie większa od pozostałych obiektów budowla halowa. Nie jest do końca wyjaśnione do czego mogła ona służyć. Przypuszcza się, że pełniła funkcję domu zgromadzeń, bądź świątyni. W pomieszczeniach tych budynków znajdowały się paleniska, a całości towarzyszyły różne obiekty pomocnicze o charakterze gospodarczym.

## Obrządek pogrzebowy
Obrządek pogrzebowy środkowodunajskiej kultury pogrzebowej charakteryzował się ciałopalnym, popielnicowym, lub jamowym, zazwyczaj płaskim typem pochówków. Zmarłych wyposażano w ceramikę oraz wyroby brązowe. Na obszarze Słowacji oraz przyległych partii Burgenlandu i Węgier, a w mniejszym stopniu także na Morawach, zwłaszcza w okresie brązu D, występowały również ciałopalne, bogato wyposażone pochówki pod kurhanami. Wysokość tych kopców dochodzi do kilku metrów, a średnica do kilkudziesięciu. Pochówki te były wyposażone w broń, a niekiedy nawet w pancerze z brązu. Świadczą one o dużym zróżnicowaniu społecznym we wczesnej fazie środkowodunajskiej kultury pól popielnicowych.

## Inwentarz
W inwentarzu ceramicznym omawianej kultury można dostrzec zmiany w trakcie trwania jej rozwoju. W czasie fazy starszej występują: dwustożkowate naczynia o ostrym załomie, niekiedy zdobione gęsto rytymi kreskami na dolnej stronie brzuśca, baniaste naczynia wazowate z cylindrycznymi szyjami, często z facetowanymi krawędziami, naczynia jajowate, czerpaki profilowane, o wysokim uchu oraz liczne odmiany mis i kubków. Ponadto w grupie czakańskiej występowały jeszcze naczynia o dużych uchach dochodzących do krawędzi naczynia, zaś ornament charakteryzuje się tu dekoracją w postaci szerokich, ukośnych żłobków. Na terenie Moraw pojawiły się w tym czasie naczynia piętrowe, co jest efektem wpływu kultury knowiskiej. Z kolei w młodszej fazie inwentarz ceramiczny składał się między innymi z naczyń o baniastych i zaokrąglonych brzuścach, łagodnie profilowanych waz, zdobionych na brzuścach gęsto rytymi pionowymi żłobkami, a także podobnie żłobkowanych mis i kubków.
Wśród wyrobów metalowych spotyka się miecze brązowe różnych typów, noże, sierpy, groty oszczepów, brzytwy, w tym brzytwy o dwustronnym ostrzu z rękojeścią, siekierki oraz szpile brązowe, zapinki i bransolety. Znajdowane są one zarówno w zespołach grobowych jak i w często występujących w tej kulturze skarbach.

## Zanik
Grupa ta zniknęła na przełomie okresu Hallstatt B i Hallstatt C, czyli około 800 lat p.n.e. Na jej bazie wykształciła się kultura wschodniohalsztacka.